# 問題
問題（もんだい、英: problem）とは、（問題解決の分野では）現状と目標との間にある障害（差、ギャップ）のことである。

## 一覧
一般には次のような意味をもつ。自明な場合は単に「問題」や「プロブレム」と呼ばれる（クイズの出題中はそれらの設問を単に「問題」という。）。
- 問い(英: question) - 試験における問題(question)
- 課題 - 宿題での問題(question)
- クイズや謎々の件
- チェス・プロブレム - チェスでの詰将棋のような遊び方。

辞書的な定義では、「解答」や「答え」との循環定義になっていることが多い。